# Nicolas Rivenq
Nicolas Rivenq est un baryton français né en 1958.

## Biographie
Nicolas Rivenq est né à Londres et a fait ses études musicales à l'École d'Art lyrique de l'Opéra de Paris, ainsi qu'à l'université de l'Indiana.Il a gagné le concours international de musique Gian Battista Viotti à Verceil (Italie) en 1990, en chantant des extraits des Noces de Figaro.
Il a participé à de nombreuses productions de musique baroque sous la direction de William Christie, et avec son ensemble, Les Arts florissants.

## Discographie
- André Campra, Grands Motets (Virgin Classics, 2002)
- Mozart, Idoménée, roi de Crète, KV 366 (Harmonia Mundi, 2008)
- Lully, Atys, chez FRA Musica / Harmonia Mundi (Blu-ray)
- Mozart, Così fan tutte (rôle de Don Alfonso), chez BBC / Opus Arte (Blu-ray)
- Bizet, Carmen, Decca (1989)
- Saint-Saëns, Requiem (1989) CD Adda